# Wilmot Proviso

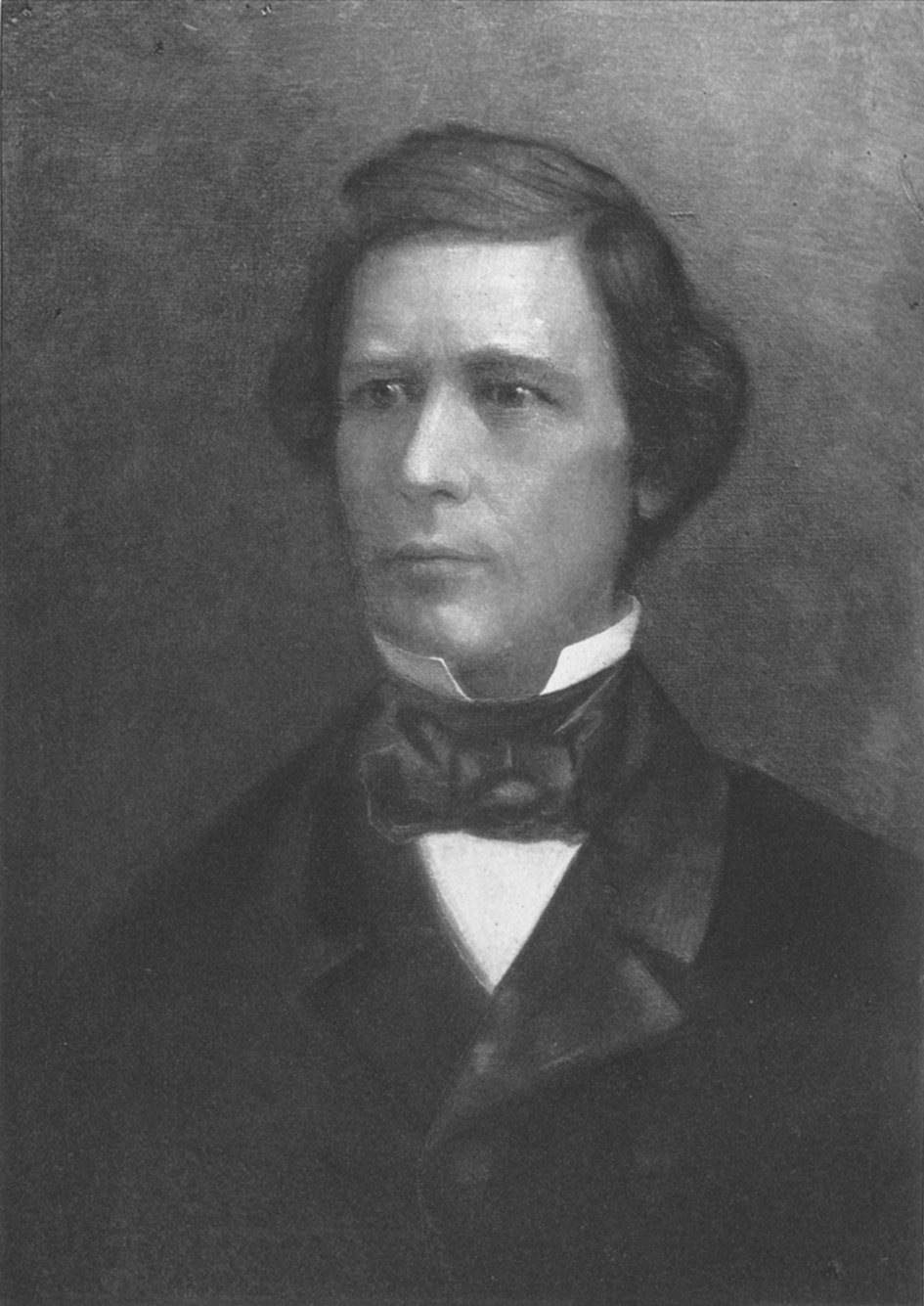
David Wilmot, il promotore dell'emendamento.

La Wilmot Proviso, talvolta tradotta come «pregiudiziale Wilmot», è stato il tentativo di una parte del Congresso degli Stati Uniti del 1846 di vietare la schiavitù nei territori strappati al Messico dopo la conclusione della guerra messico-statunitense. Il conflitto politico che si scatenò sulla proposta di legge fu uno degli eventi storici che portò allo scoppio della guerra civile americana.
La pregiudiziale venne introdotta l'8 agosto 1846 alla Camera dei Rappresentanti da David Wilmot nella forma di un emendamento ad una proposta di legge, mirante a stanziare 2 milioni di dollari da destinare alle future trattative con il Messico in vista della conclusione del conflitto (in quel momento, tuttavia, si era soltanto al terzo mese dall'inizio dei combattimenti, che sarebbero durati per altri due anni). Alla Camera la proposta di legge venne approvata, profilandosi una spaccatura tra una maggioranza di rappresentanti "nordisti", tendenzialmente contrari alla schiavitù, e una minoranza "sudista" a favore della schiavitù. Al Senato, invece, la proposta venne bocciata data la maggiore presenza di senatori provenienti dagli stati del Sud. L'emendamento venne successivamente riproposto nel febbraio 1847, per vedersi nuovamente approvato alla Camera e bocciato al Senato. Nel 1848 fallì un terzo tentativo di introdurre la norma, inserendola nella bozza di quello che sarebbe successivamente diventato il trattato di Guadalupe Hidalgo. La divisione politica in merito all'introduzione o meno della schiavitù nei nuovi territori del Sudovest venne momentaneamente sedata dal successivo Compromesso del 1850.

## Antecedenti
Dopo un primo tentativo di acquisizione della Repubblica del Texas con un trattato, bocciato per non aver raggiunto l'approvazione dei due terzi del Senato, con una successiva risoluzione congiunta del Congresso nel 1845 si giunse all'annessione ufficiale del Texas, che il presidente John Tyler firmò il 1° marzo dello stesso anno (a pochi giorni dalla conclusione del suo mandato presidenziale). Come in molti si aspettavano, l'annessione del Texas provocò la reazione armata del Messico che scatenò la guerra. Appena dopo i primi successi dell'esercito statunitense nel conflitto, che portarono alla conquista del New Mexico e della California, il dibattito politico si concentrò sull'estensione dei territori da strappare al Messico e su quali territori sarebbe stato consentito l'impiego di manodopera schiavistica.
Da molti anni i maggiori partiti politici statunitensi avevano tenuto il dibattito sulla schiavitù fuori dalla discussione politica nazionale. All'interno del Partito Democratico gli esponenti che propugnavano una riemersione del tema della schiavitù venivano costantemente isolati come estremisti, portatori di una linea lontana dagli scopi di un partito politico. Tuttavia, durante la presidenza di James Knox Polk, l'insoddisfazione di una parte del partito riemerse prepotentemente, soprattutto da parte dei sostenitori di Martin Van Buren e dai Barnburners (ovvero la frazione del partito contraria alla schiavitù). In molti all'interno del partito sostenevano che Van Buren fosse stato ingiustamente escluso dalla corsa alla nomination nel 1844, esclusione dovuta ai delegati provenienti dagli stati del Sud i quali avevano per quello scopo "rispolverato" una norma interna del partito (utilizzata la volta precedente nel 1832); una norma, che richiedeva il consenso dei due terzi dei delegati per ottenere la nomination ufficiale del partito. Ad aumentare le tensioni all'interno del partito fu anche l'approvazione del provvedimento di riduzione delle tariffe doganali (Walker tariff), malviste dall'ala "nordista" democratica, nonché il veto opposto dal presidente Polk contro un disegno di legge per dei lavori pubblici e l'accordo con la Gran Bretagna riguardo l'Oregon, in occasione del quale Polk venne accusato di essere stato eccessivamente morbido, o comunque molto più risoluto nel caso del Texas. Polk venne visto quindi come un presidente che richiedeva l'unità del Partito Democratico per la sua vicinanza agli interessi degli stati del Sud.

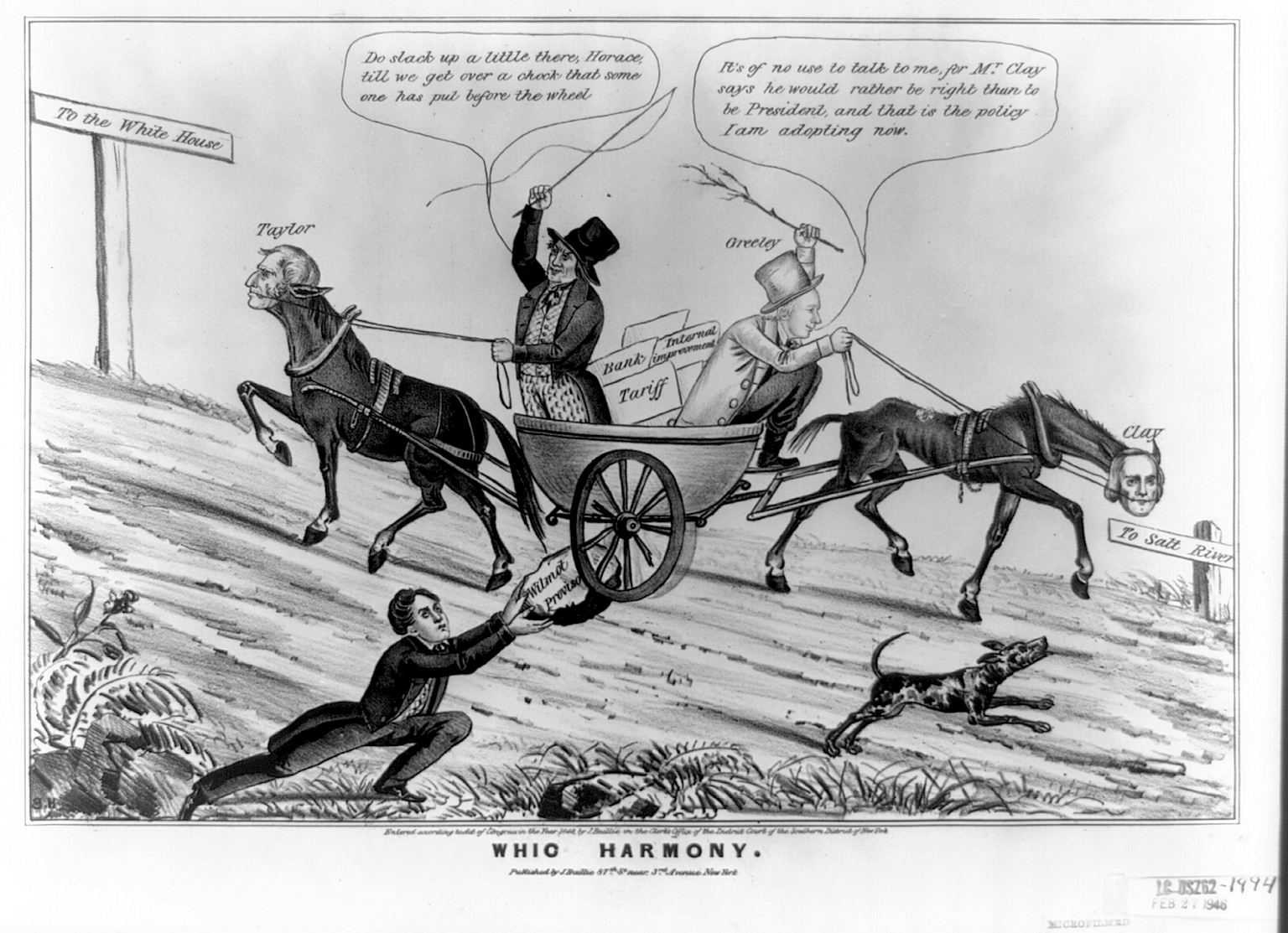
La vignetta di H. Bucholzer (1848) dal titolo "Whig Harmony" dove il deputato Wilmot ostacola con il suo emendamento la corsa alla nomination del Whig Party di Zachary Taylor.

Il Partito Whig, invece, affrontava un diverso scenario. La sconfitta di misura subita dal loro esponente Henry Clay contro Polk, in occasione delle elezioni presidenziali del 1844, aveva colto di sorpresa l'ala sudista del partito. La causa ritenuta decisiva della sconfitta, che invece fece prepotentemente la sua ribalta nelle diverse competizioni locali e per le elezioni del Congresso nel successivo biennio 1845-1846, fu il mancato sostegno diretto all'annessione del Texas, che penalizzò fortemente il Whig nel Sud del paese. L'ala "sudista" del partito non voleva più ripetere lo stesso errore. Tuttavia, la dirigenza del Whig Party si rendeva pienamente conto anche che il sostegno all'annessione del Texas avrebbe contemporaneamente riportato in primo piano la spinosa questione della schiavitù nei nuovi territori. Soprattutto tra gli esponenti sudisti del partito si era ormai compreso (o forse si aveva il timore) che le più tradizionali rivendicazioni economiche all'origine del Second Party System (tra cui la volontà di non concedere legittimità ad una banca centrale federale) erano ormai di poca rilevanza. Il loro scopo politico diventò dunque quello di evitare qualunque dibattito interno al Whig sulla schiavitù: una discussione su quel tema avrebbe fatto emergere una notevole divisione all'interno dello stesso partito.
Ma la guerra messico-statunitense fece riesplodere la questione e venne vista da molti sostenitori della schiavitù come l'occasione per istituire stati in cui fosse in vigore. La guerre ottenne un grande sostegno nel Sud, mentre ottenne un minore consenso nel Nord, dove la sua opposizione si concretizzò in diverse forme. Henry David Thoreau, ad esempio, si rifiutò di pagare il suo testatico sostenendo che i suoi soldi avrebbero in tal modo finanziato la guerra e avrebbe aumentato le possibilità che vi fossero nuovi stati schiavisti.

## L'emendamento e il dibattito
Sabato 8 agosto 1846 il presidente Polk inviò al Congresso la richiesta di uno stanziamento di 2 milioni di dollari (circa 60 milioni di dollari attuali), con lo scopo di utilizzarli per facilitare i futuri negoziati di pace con il Messico. La richiesta non venne però presentata pubblicamente, dato che Polk non era riuscito a concordare una sua approvazione con il Congresso. La Camera dei Rappresentanti si sarebbe dovuta di nuovo riunire il lunedì successivo, ma la dirigenza del Partito Democratico si decise a chiedere ed ottenere una seduta straordinaria notturna. Il dibattito avrebbe avuto la durata massima di due ore ed ogni intervento orale sarebbe stato limitato a non più di dieci minuti.
David Wilmot, deputato della Pennsylvania, faceva parte della frazione Barnburner del Partito Democratico. Nei primi giorni dello stesso agosto, lo stesso Wilmot si era già riunito con altri esponenti della stessa frazione per discutere il contenuto dell'emendamento, tra cui Preston King e Timothy Jenkins (New York), Hannibal Hamlin (Maine), Gideon Welles (Connecticut) e Jacob Brinkerhoff (Ohio). Wilmot era da tempo un grande sostenitore dell'amministrazione Polk, nonché molto vicino a diversi esponenti politici sudisti. Con tutta probabilità avrebbe facilmente ottenuto il consenso della Camera e fu per questo motivo che venne scelto dal Partito Democratico per presentare l'emendamento, poi passato alla storia con il suo nome (Wilmot proviso) e legato alla richiesta dei fondi federali per la pace con il Messico. Wilmot propose il seguente testo dell'emendamento all'esame della Camera, costruito sulla falsariga della Northwest Ordnance del 1787:

La proposta (poi bocciata) di estensione della linea del Compromesso del Missouri, in origine disegnata per delimitare i confini settentrionali del Territorio della Louisiana, fino alla costa pacifica. L'idea venne avanzata da William W. Wick, Stephen Douglas e dallo stesso presidente Polk (i confini degli stati sono quelli attuali, mostrati per dare un punto di riferimento sulla collocazione della linea; l'Iowa assunse la forma statuale nel dicembre 1846, mentre il confine del Texas non assunse questa conformazione fino al 1850). In rosso sono indicati gli stati schiavisti, in blu quelli non schiavisti.

Poco prima era stato rigettato (con 89 voti contrari e 54 favorevoli) un tentativo, avanzato dal deputato dell'Indiana William W. Wick, di eliminare completamente qualsiasi restrizione alla schiavitù con un emendamento che modificasse il precedente Compromesso del Missouri, estendendo la sua linea (lungo la latitudine 36° 30') fino alla costa del Pacifico. Quindi venne messa ai voti l'emendamento di Wilcot, che venne approvato con 83 voti a favore 64 contrari. Nella stessa seduta i deputati sudisti fecero un ultimo tentativo per sospendere l'esame dell'intero finanziamento, bocciato con 94 voti contrari e 78 a favore del rinvio. Quindi si passò al voto definitivo sulla legge, approvata con 85 voti a favore e 80 contrari, in un voto dove i deputati non seguirono minimamente le linee politiche dei propri partiti, bensì la loro provenienza geografica.
Lunedì 10 agosto 1846 il testo della legge passò all'esame del Senato, dove l'ordine del giorno ne programmava il suo voto verso la fine della seduta. L'obiettivo dei senatori democratici sudisti era quello di rinviare la legge alla Camera in quella stessa giornata senza l'emendamento di Wilcot, in modo da consentire un rapido esame del Senato e quindi l'approvazione del finanziamento. Tuttavia il senatore del Whig Party John Davis (Massachusetts) riuscì a bloccare i lavori del Senato con una sua lunga orazione di fronte ai colleghi. Ormai fu chiaro che sarebbe stato troppo tardi per i democratici sudisti far ritornare in tempo la legge alla Camera prima della chiusura dei lavori: il Senato era quindi costretto a votare il finanziamento con l'emendamento. Tuttavia, prima che Davis acconsentisse al voto sulla norma, arrivò la comunicazione della fine dei lavori alla Camera (tra le due assemblee vi era una differenza nell'orologio ufficiale di otto minuti) e il Senato dovette concludere i suoi lavori senza approvare il testo.
La pregiudiziale Wilcot tornò alla ribalta verso la fine dell'anno, quando il presidente Polk (nel suo messaggio di fine anno al Congresso) rinnovò la sua richiesta di finanziamento, tuttavia aumentandola alla cifra di 3 milioni di dollari. Nel messaggio Polk sosteneva che l'intento originario della guerra contro il Messico non era stato quello di aumentare i suoi territori (opinione fortemente contrastata dai suoi avversari), ma che una pace onorevole con il paese confinante avrebbe certamente comportato una compensazione territoriale a favore degli Stati Uniti e la somma sarebbe servita ad incentivare l'altra parte a chiudere un accordo. Il dibattito alla Camera dei Rappresentanti sul Three Million Dollar Bill si aprì ufficialmente l'8 febbraio 1847, per continuare ininterrottamente fino al 15 febbraio. Fu in questi dibattiti che venne reintrodotto l'originario emendamento di Wilcot, questa volta presentato da Preston King, il quale però presentò un testo che si spingeva ancora più in là: la schiavitù non sarebbe stata vietata soltanto ai territori strappati al Messico, bensì anche "a qualsiasi territorio nel continente americano che sarà in futuro acquisito". Se da un lato il rappresentante dell'Illinois Stephen Douglas (del Partito Democratico) ripropose la semplice estensione della linea definita dal Compromesso del Missouri (in questo caso fino alla costa atlantica), proposta quest'ultima bocciata con 109 voti contrari e 82 favorevoli, dall'altro la Camera approvò nuovamente il finanziamento con la pregiudiziale Wilcot, con 115 voti favorevoli e 106 contrari. Il Three Million Dollar Bill passò quindi al Senato: con la regia del senatore democratico Thomas Hart Benton (Missouri), il Senato approvò il finanziamento ma senza la pregiudiziale: un chiaro segnale di non voler limitare in alcun modo la schiavitù e di non inimicarsi la frazione pro-slavery all'interno del partito. Il testo senza la pregiudiziale tornò quindi all'esame della Camera, che approvò il finanziamento anche grazie al sostegno di 22 rappresentanti del Partito Democratico che si schierarono con i deputati sudisti (e nonostante l'opposizione dei rappresentanti Whig nordisti).
Nel 1848 gli Stati Uniti conclusero il trattato di Guadalupe Hidalgo con il Messico, a conclusione del conflitto. Il trattato venne quindi posto sotto l'esame del Senato per la sua approvazione definitiva. Fu questa una nuova occasione per reintrodurre la pregiudiziale Wilcot, in questo caso legata al testo del trattato. Ma Il democratico Stephen Douglas (diventato nel frattempo un senatore) si fece carico della questione e si schierò apertamente contro il divieto della schiavitù nei nuovi territori conquistati, portando una parte dei senatori democratici sulla linea dei sudisti. L'anno precedente, nel dibattito sull'emendamento alla Camera, lo stesso Douglas aveva espresso la sua opinione di rinviare qualsiasi discussione in merito al divieto o meno della schiavitù, considerandola prematura prima di qualunque dibattito sull'effettiva integrazione dei nuovi territori da parte dell'intero Congresso. Ma, all'interno del Partito Democratico, non solo Douglas era contrario a qualunque discussione in merito: in una sua famosa lettera del dicembre 1847, inviata al senatore del Tennessee (anch'egli democratico) Alfred Nicholson, Lewis Cass delineò quella che sarebbe stata in futuro la linea del Partito Democratico sull'opportunità o meno di imporre qualsiasi divieto alla schiavitù negli Stati Uniti, ovvero appellarsi alla sovranità popolare:

## Gli eventi successivi

Nell'animazione si mostra il bilanciamento tra stati schiavisti e stati liberi tra il 1789 e il 1861.

Con l'approvazione definitiva del trattato di pace con il Messico, il tema della legalità o meno della schiavitù nei nuovi territori si fece sempre più concreto. Nel dibattito politico esplosero le discussioni in merito alla natura della Costituzione, della schiavitù, sul valore del lavoro libero, sul potere politico e sull'equilibrio dei poteri. Lo storico Michael Morrison sostiene che nel periodo tra il 1820 e il 1846 soltanto un misto di "razzismo e di venerazione nei confronti dell'Unione" aveva bloccato un attacco diretto dei nordisti alla schiavitù. D'altro canto, se in una prima fase la risposta sudista alla pregiudiziale Wilmot fu moderata, era ormai chiaro ai sudisti che il Nord si sarebbe mosso con più veemenza per contrastare la legittimità della schiavitù nei nuovi territori. Lo storico William Freehling sottolinea che, invece di discutere semplicemente del tema, "la maggior parte dei sudisti si alterarono perché ritenevano la proposta di Wilmot un insulto".
Nel Nord, le ripercussioni più immediate coinvolsero Martin Van Buren e lo stato di New York. In occasione dell'imminente convention nazionale del Partito Democratico a Baltimora, la frazione no-slavery dei Barnburners venne bloccata nel tentativo di inviarvi alcuni suoi delegati, favorevoli alla pregiudiziale, da parte della frazione rivale degli Hunkers. I Barnburners decisero quindi di convocare una propria convention. Per sedare gli animi in vista delle future elezioni presidenziali, la direzione del Partito Democratico acconsentì ad accettare una delegazione proveniente dallo stato di New York composta per metà di Barnbuners, mentre l'altra metà di Hunkers. Quando nella convention nazionale di Baltimora venne rigettata una risoluzione a favore della pregiudiziale Wilmot e venne eletto come candidato democratico Lewis Cass, la frazione Barnburners decise di uscire dal partito e di costituirne un'autonoma formazione politica, il Free Soil Party, candidando Van Buren per le elezioni presidenziali. Per quanto riguarda questa frazione di esponenti democratici insoddisfatti della linea politica del partito, lo storico Leonard Richards sostiene:
Lo storico William Cooper sottolinea la situazione dall'altro punto di vista, quello dei sudisti:
In Alabama, dove non vi erano sufficienti esponenti politici contrari alla pregiudiziale Wilmot, il leader del partito William L. Yancey ottenne l'adozione, da parte della convention democratica dello stato, di quella che poi è passata come "piattaforma Alabama", una linea politica successivamente sostenuta anche dalla convention del partito della Georgia, della Florida e della Virginia. La "piattaforma Alabama" si poneva contraria a qualsiasi restrizione federale della schiavitù nei nuovi territori, nessuna restrizione neanche da parte delle autorità territoriali fino al momento in cui avessero chiesto al Congresso l'ingresso nell'Unione, opposizione strenua contro qualsiasi candidato che avesse sostenuto la pregiudiziale Wilmot o qualsiasi appello alla sovranità popolare in materia e appoggio soltanto a normative federali in grado di annullare le leggi federali anti-schiavitù introdotte nei territori ceduti dal Messico. Tuttavia, alla convention nazionale di Baltimora la proposta di Yancey di fare della sua piattaforma la linea ufficiale del partito a livello nazionale fallì, venendo rigettata con 216 voti contrari e soltanto 36 favorevoli. A differenza della fuoriuscita dei Barnburners, che lasciarono in blocco la convention, soltanto Yancey ed un altro delegato fecero altrettanto. I successivi tentativi di quest'ultimo di formare un proprio movimento politico nell'Alabama fallirono.
I sudisti del Whig Party, intanto, riposero tutte le loro speranze sul candidato Zachary Taylor, eroe di guerra durante il conflitto vittorioso contro il Messico, nonché lui stesso grande proprietario terriero e possessore di schiavi nella sua piantagione nella contea di Jefferson, nel Mississippi (i documenti ufficiali parlano di 127 schiavi posseduto al momento della sua morte, nel 1850). Tuttavia, Taylor aveva ben altri piani. Una volta ottenuta la nomination del Partito Whig ed eletto presidente degli Stati Uniti, fu chiaro al suo stesso partito che l'intento di Taylor era quello di costituire un nuovo movimento apartitico in grado di rimuovere nuovamente il tema della schiavitù dal dibattito politico. Per fare ciò ritenne sufficiente, nel 1849, vietare qualunque cambiamento al regime di schiavitù in tutto il territorio federale e acconsentire immediatamente l'ingresso nell'Unione a due nuovi stati nei territori strappati al Messico.
Una nuova scossa che aggravò il clima politico, approfondendo le divisioni tra Nord e Sud dell'Unione, arrivò il 13 dicembre 1848: John G. Palfrey, deputato del Whig Party del Massachusetts, depositò un progetto di legge per abolire la schiavitù nel District of Columbia. Per tutto l'anno successivo le polemiche divamparono; nel Sud "si diffuse e divampò la retorica della resistenza al Nord". Nel giugno 1850 viene programmata e si tiene addirittura una vera e propria convention secessionista a Nashville (Tennessee). Ad aggravare ulteriormente la situazione fu lo stesso presidente Taylor che, nel suo messaggio al Congresso del dicembre 1849, espresse il suo desiderio di immediatamente aggregare all'Unione la California come stato senza schiavitù (free state). Lo storico Allan Nevins ha riassunto con queste parole la situazione che si venne a creare a partire dalla pregiudiziale Wilmot:
Insieme ad altri eventi legati al tema della schiavitù, la pregiudiziale Wilmot e il dibattito successivo alla sua proposta portarono al Compromesso del 1850, con il quale il sistema politico statunitense inaugurò un successivo decennio di relativa stabilità e pace. Dopo il fallimento dell'ala secessionista alla convention di Nashville, le spinte sudiste per uscire dall'Unione si spensero momentaneamente. E le forze più moderate considerarono l'accordo politico appena concluso come la soluzione definitiva alle divisioni tra Nord e Sud sul tema della schiavitù e della gestione dei territori appena acquisiti dal Messico. Tuttavia, come risposta all'accordo, il 10 dicembre 1850 una riunione di esponenti sudisti riunitasi a Milledgeville, in Georgia, emanò un documento politico (la Georgia Platform) con la quale si accettava l'accordo, ma si affermava anche la volontà di rimanere nell'Unione soltanto a condizione che il Nord non violasse i termini dell'accordo.
Per quanto riguarda il territorio in cui la pregiudiziale Wilcot avrebbe dovuto essere applicata, la California visse un breve periodo iniziale in cui venne praticata la schiavitù, dato che alla "corsa all'oro" del 1848 parteciparono anche alcuni coloni proprietari di schiavi. Tuttavia, data l'assenza di qualsiasi milizia schiavista, o comunque di qualsiasi tipo di controllo della forza-lavoro servile nel nuovo territorio, le fughe degli schiavi furono piuttosto frequenti. Nel 1849 la California emanò la propria carta costituzionale e bandì qualsiasi forma di schiavitù nel suo territorio, per poi unirsi all'Unione come free state nel 1850. Il Nevada, invece, non vide mai l'arrivo della schiavitù nel suo territorio e anch'esso venne ammesso all'Unione come free state nel 1864. Al contrario, i territori dello Utah e del New Mexico videro il fenomeno schiavistico fin dal momento della loro acquisizione come territorio nel 1848, ma nel luglio 1862 gli Stati Uniti vietarono qualunque forma di lavoro servile in ogni territorio federale. Bisogna comunque tenere in considerazione che nello Utah il fenomeno fu marginale: secondo i dati del censimento del 1860, nello Utah vennero registrati 29 schiavi (lo 0,07% della popolazione), mentre nel New Mexico non ne venne registrato alcuno.